# Tick-Tock (Albina-dal)
A Tick-Tock (magyarul: Tik-Tak) Albina horvát énekesnő dala, mellyel Horvátországot képviselte a 2021-es Eurovíziós Dalfesztiválon Rotterdamban. A dal 2021. február 13-án, a horvát nemzeti döntőben, a Dorában megszerzett győzelemmel érdemelte ki a dalversenyen való indulás jogát.

## Eurovíziós Dalfesztivál
2021. január 11-én vált hivatalossá, hogy az énekesnő "Tick-Tock" című dala is bekerült a Dora mezőnyébe. 2021. február 13-án vált hivatalossá, hogy az énekesnő alábbi dalát választották ki a nézők és a regionális zsűri a 2021-es Dora elnevezésű nemzeti döntőben, amellyel képviseli hazáját az elkövetkezendő Eurovíziós Dalfesztiválon. A dal videóklippje egy későbbi időpontban, március 11-én jelent meg.
Az Eurovíziós Dalfesztiválon a dalt először a május 18-án rendezett első elődöntőben adták elő, a fellépési sorrendben tizedikként, a norvég TIX Fallen Angel című dala után és a belga Hooverphonic The Wrong Place című dala előtt. Az elődöntőben a nézői szavazatok és a nemzetközi zsűrik pontjai alapján nem került be a dal a május 22-én megrendezésre került döntőbe. Összesítésben 110 ponttal a 10. helyen végzett, 5 ponttal lemaradva a még éppen továbbjutó norvég dal mögött.

## Slágerlisták
| Slágerlista (2021)       | Legjobb helyezés |
| ------------------------ | ---------------- |
| Hollandia (Single Top)   | 24.              |
| Litvánia (AGATA)         | 48.              |
| Horvátország (HR Top 40) | 1.               |